# Tachanun

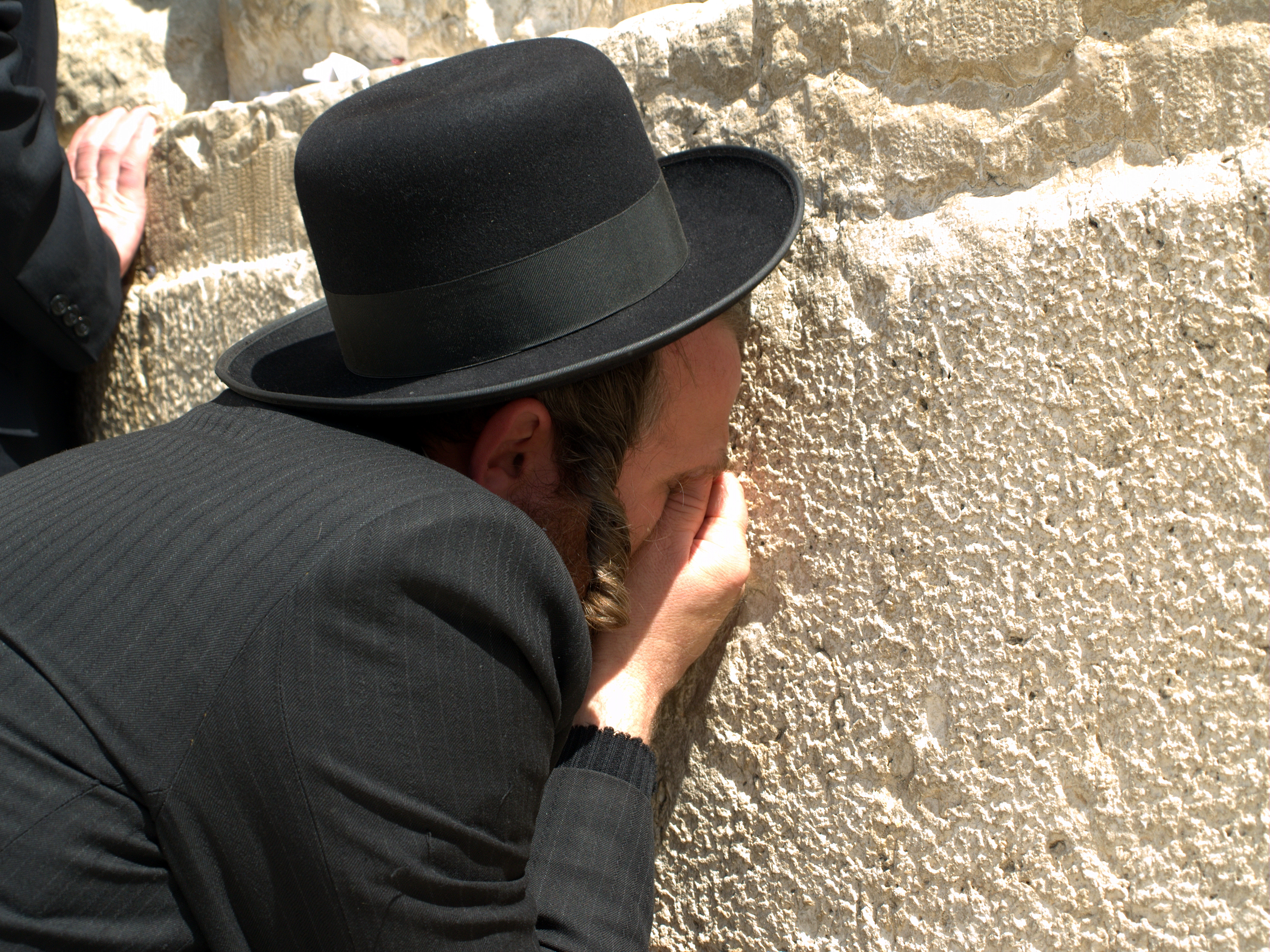
Padání na tvář je obvyklá pozice pro první část modlitby tachanun.

Tachanun (hebr.: תחנון, „prosba“), nazývaný také nefilat apajim („padání na tvář“) je součástí židovské ranní a odpolední modlitby. V pořadí modlitbe je řazena bezprostředně za amidu, ústřední modlitbu židovské bohoslužby. Tachanun se neříká o šabatu, svátcích a při některých dalších příležitostech (např. v přítomnosti ženicha v průběhu prvního týdne po jeho svatbě). V pondělí a čtvrtek se ve většině obcí říká rozšířená verze tachanunu.

## Struktura
| Židé a judaismus |
| Židé • Judaismus • Kdo je Žid |
| Ortodoxní • Konzervativní (Masorti) Progresivní (Reformní - Liberální) • Ultraortodoxní Samaritáni • Falašové • Karaité                                                                                            |
| Etnické skupiny a jazyky |
| Aškenázové • Sefardové • Mizrachim Hebrejština • Jidiš • Ladino • Ge'ez • Buchori |
| Populace (vývoj) |
| Evropa • Amerika • Asie • Afrika • Austrálie |
| Náboženství |
| Bůh • Principy víry • Boží jména 613 micvot • Halacha • Noachidské zákony Mesiáš • Eschatologie |
| Židovské myšlení, filosofie a etika |
| Židovská filosofie Cdaka • Musar • Vyvolenost Chasidismus • Kabala • Haskala |
| Náboženské texty |
| Tóra • Tanach • Mišna • Talmud • Midraš Tosefta • Mišne Tora • Šulchan aruch Sidur • Machzor • Pijut • Zohar |
| Životní cyklus, tradice a zvyky |
| Obřízka • Pidjon ha-ben • Simchat bat • Bar micva Šiduch • Svatba • Ketuba • Rozvod (Get) • Pohřeb Kašrut • Židovský kalendář • Židovské svátky Talit • Tfilin • Cicit • Kipa Mezuza • Menora • Šofar • Sefer Tora |
| Významné postavy židovství |
| Abrahám • Izák • Jákob • Mojžíš Šalomoun • David • Elijáš • Áron Maimonides • Nachmanides • Raši Ba'al Šem Tov • Ga'on z Vilna • Maharal                                                                           |
| Náboženské budovy a instituce |
| Chrám • Synagoga • Ješiva • Bejt midraš Rabín • Chazan • Dajan • Ga'on Kohen (kněz) • Mašgiach • Gabaj • Šochet Mohel • Bejt din • Roš ješiva                                                                      |
| Židovská liturgie |
| Šema • Amida • Kadiš Minhag • Minjan • Nosach Šacharit • Mincha • Ma'ariv • Musaf |
| Dějiny Židů |
| starověk • středověk • novověk |
| Blízká témata |
| Antisemitismus • Gój • Holocaust • Izrael Filosemitismus • Sionismus Abrahámovská náboženství |
| z • d • e |

S výjimkou pondělí a čtvrtka (dny, kdy se v synagoze předčítá Tóra) Tachanun sestává ze tří (v některých komunitách dvou) krátkých odstavců. Ve většině aškenázských synagog Tachanun začíná úvodními verši z 2S 24, 14 (Kral, ČEP) a pokračuje žalmem (Ž 6, 2–11 (Kral, ČEP)), který podle tradice[zdroj?] složil král David, když byl nemocen a trpěl. Kdo recituje tachanun v místě, kde se nachází svitek Tóry, pokládá v této části hlavu na hřbet nebo předloktí levé ruky; má-li na levé ruce položené tefilin, pokládá hlavu na pravou ruku. Druhý odstavec, שומר ישראל (Strážce Izraele) se čte v sedě, ale vzpřímeně (v některých komunitách se tento odstavec čte pouze o půstech). Poté po slovech „va'anachnu lo neida“ je v mnohých obcích zvykem povstat a zbytek posledního odstavce přečíst ve stoje. Po tachanun vždy bezprostředně následuje kadiš – poloviční kadiš v ranní modlitbě a celý kadiš v odpolední modlitbě.
V pondělí a ve čtvrtek se čte delší modlitba začínající Ž 78, 38 (Kral, ČEP); tato modlitba se vkládá buď před, nebo za „krátký“ každodenní tachanun, podle zvyklostí, a čte se ve stoje. V různých komunitách se liší i délka této modlitby. Aškenázové používají nejdelší text, Sefaradi (a Chasidé, jejichž struktura modlitby vychází ze sefardského ritu) mají podobnou modlitbu, ale o něco kratší. Italské obce mají nejkratší text, který navíc nezačíná zmíněným žalmem, nýbrž veršem Da 9, 15 (Kral, ČEP).
Talmud (Bava Kamma) označuje pondělí a čtvrtek jako et racon, čas dobré vůle, kdy prosebné modlitby mají větší naději být vyslyšeny.
V sefardském ritu začíná tachanun modlitbou viduj (vyznání), která vyjmenovává některých hříchů. Během jejich výčtu si věřící symbolicky udeří pěstí na srdce při zmínění každého hříchu. Následuje výčet třinácti atributů božího milosrdenství. Většina Sefardů nemá ve zvyku pokládat hlavu na ruku, ale aškenázský vliv v Maroku způsobil, že některé marokánské sidury tento zvyk zmiňují.[zdroj?]

## Historie
Pramenem pro prosebnou modlitbu (tachanun) je Da 9, 3 (Kral, ČEP) a 1Král 8, 54 (Kral, ČEP). Tyto verše naznačují, že po modlitbě by měla vždy následovat prosba. Na základě toho talmudičtí učenci zavedli zvyk připojovat osobní prosby k bohu za ustálenou sestavu modliteb.. Ve 14. století se z těchto spontánních proseb ustálil text modlitby tachanun.[zdroj?]
Zvyk sklonit se a položit tvář na levou ruku vychází z prvního verše tachanunu, který zahrnuje slova: „Nipla na be-jad ha-Šem“ („Upadněme do rukou Hospodina“). Rovněž je to připomínka denní oběti přinášené v chrámu, která byla před porážkou povalena na levý bok.[zdroj?]
Paže má být zahalena rukávem, talitem nebo jiným oděvem. Tato poloha se vyvinula v potalmudické době a symbolizuje původní praxi, kdy lidé klekali a dotýkali se tváří země. Vyjadřovali tak svoji pokoru a podřízení boží vůli. Stejnou polohu zaujal Mojžíš a Jozue, když padli na tvář před Bohem po hříchu zlatého telete.[zdroj?] Kvůli tomuto zvyku je tachanun někdy označován jako nefilat apajim („padání na tvář“). Z toho, že Jozue padl na tvář před Archou úmluvy, praktikuje se zvyk padání na tvář pouze v místě, kde je aron ha-kodeš se svitkem Tóry; jinde se má při tachanun sedět vzpřímeně.[zdroj?]
Dlouhá verze tachanunu čtená v pondělí a ve čtvrtek má svůj původ podle klasických pramenů u třech učenců, kteří unikli před zničení židovského osídlení Svaté země Římany: Když pak cestovali lodí do Evropy, zastihla je bouře; všichni tři se modlili své osobní modlitby, načež se bouře sklidnila. Tito učenci potom založili židovské obce v Evropě. Abudraham uvádí, že slova „rachum ve-chanun“ („milosrdný a milostivý“) označují začátek další části.

## Vynechávání tachanunu
Tachanun je vynecháván o šabatu, o všech svátcích (včetně Chol ha-mo'ed), o novoluní, o Chanuce a Purim, protože tyto dny mají sváteční povahu a tachanun, který je poněkud truchlivý, se k nim nehodí.
Následující seznam uvádí další dny, „menší svátky“, kdy je tachanun rovněž vypouštěn z modlitby. Není-li uvedeno jinak vypouští také z odpolední modlitby mincha předcházejícího dne:
- 9. tišri –1. chešvan: Den před Jom Kipurem (ale ne předcházející odpoledne v mincha), až do konce měsíce. V některých komunitách se začíná číst hned po Simchat Tóra, 24./25. tišri
- 10. a 20. kislev: zvyk Chabadu.
- 19. kislev: chasidský zvyk — jarcajt Magida z Mezriče)
- 2. ševat: den, kdy požár téměř zničil ghetto v Římě, ale obec byla zázračně zachráněna; zvyk není obecně přijímán.
- 15. ševat: Tu bi-švat, „Nový rok stromů“.
- 7. adar: výročí narození a smrti Mojžíše; pouze v některých obcích
- 11.–17. adar: chasidský zvyk
- 15. adar: Šušan Purim
- 14.–15. Adar I: Purim Katan a Šušan Purim Katan
- celý měsíc nisan
- 14. ijar: Pesach šeni (ale ne mincha předcházejícho dne; zvyk není obecně přijímán).
- 14.–20. ijar: chasidský zvyk
- 18. ijar: Lag ba-omer
- 1.–12. sivan: Šavuot, včetně začátku měsíce a doplňkového týdne pro přinášení sváteční oběti do Chrámu; zvyk neříkat tachanun po svátku není obecně přijímán.
- 12.–13. tamuz: zvyk Chabadu
- 9. av: Tiš'a be-av.
- 15. av: Tu be-av
- 29. elul: Předvečer Roš ha-šana (ale ne v mincha předcházejícího dne a také ne v ranních slichot).

Tachanun se také nečte v domě truchlícího. Uváděné důvody se různí: buď proto, aby se nepřitěžovalo truchlícímu v jeho žalu zdůrazňováním Božího soudu, nebo proto, že dům truchlícího je domem soudu a soud není patřičné místo pro vyprošování milosrdenství.
Tachanun se také nečte v přítomnosti ženicha v období sedmi dnů veselí, dále v synagoze, kde probíhá obřízka nebo v přítomnosti otce, mohela nebo sandaka. V mnohých obcích se také vypouští tachanun, když se koná Simchat Bat a je přítomen některý z rodičů.
V chasidských obcích se tachanun vypouští na výročí smrti admora, protože takový den je považován za den duchovní obnovy a slavnosti.
V některých obcích je zvykem vypouštět tachanun i o svátcích ustanovených Státem Izrael, případně i o některých občanských svátcích jiných zemí:
- 4. ijar: Jom ha-Zikaron (Den památky na izraelské padlé);
- 5. ijar: Jom ha-Acma'ut (Den nezávislosti);
- 28. ijar: Jom Jerušalajim (Den Jeruzaléma, výročí sjednocení Jeruzaléma v r. 1967);
- 4. červenec: Den nezávislosti USA;
- Den díkůvzdání v USA.